# The Homer They Fall
"The Homer They Fall" er den tredje episode af The Simpsons' ottende sæson og blev vist første gang på den amerikanske tv-station Fox den 10. november 1996. Efter Homer Simpson opdager, at han har en bizar medicinsk tilstand, der betyder at han ikke kan blive knockoutet, beslutter han sig for at blive bokser med Moe Szyslak som sin manager.